# Аріобарзан Понтійський
Аріобарзан (266 — 250 роки до н. е.) — другий цар Понту. Відомий приєднанням Амастриди та масштабним конфліктом з племенами галатів.

## Співправління
Деякі історики припускають, що Аріобарзан якийсь час був співправителем свого батька Мітридата I Ктіста. Як доказ наводять замітку Аполлонія з Афродісія про спільні дії Мітрідата і Аріобарзана з галатами проти єгиптян. Однак більшість дослідників такий поділ влади в Понті протягом 14 років вважають неможливим, оскільки спільне управління зазвичай вводилося в перші і останні роки правління володаря.

## Захоплення Амастриди
У 280–279 роках до н. е. Аріобарзан заволодів Амастридою — важливим містом на узбережжі Чорного моря. Приєднання міста до володінь понтійських царів відбулося без воєнних дій коли Евмен I почав правити в Пергамі, а місто перебувало далеко від його царства і не було зв'язане з ним спільними кордонами.

## Конфлікт з галатами
Наприкінці життя Аріобарзан зіпсував відносини з галатами, ймовірно, толістобогіями, які надалі постійно шкодили його насліднику Мітридату II. Ймовірні причини конфлікту були дві: розмір плати галатам за те, що вони брали участь у воєнних кампаніях Понту як найманці, або втручання Антіоха II Теоса.